# Élections municipales de 2020 à Nantes
Pour un article plus général, voir Élections municipales de 2020 dans la Loire-Atlantique.
Le premier tour des élections municipales françaises de 2020 à Nantes  a eu lieu le 15 mars 2020. Le second tour, initialement prévu le 22 mars 2020, a été reporté au 28 juin 2020 en raison de la pandémie de maladie à coronavirus. Le scrutin a pour but le renouvellement du conseil municipal et du conseil métropolitain de Nantes Métropole. Comme dans toutes les communes de 1 000 habitants et plus, les élections à Nantes sont municipales et intercommunales. Chaque bulletin de vote comporte deux listes : une liste de candidats aux seules élections municipales et une liste de ceux également candidats au conseil métropolitain.

## Contexte
69 sièges à pourvoir pour l'élection municipale (population légale au 1er janvier 2020 : 309 346 habitants) et 48 sièges à pourvoir pour l'élection communautaire.
- 65 sièges à pourvoir (population légale 2011 : 287 845 habitants)

### Scrutins depuis 2014
| Parti | Parti       | Muni. 2014 | Euro. 2014 | Région. 2015 | Présid. 2017 | Euro. 2019 |
| ----- | ----------- | ---------- | ---------- | ------------ | ------------ | ---------- |
|       | LO          | 1,16%      | 0,77%      | 1,06%        | 0,39%        | 0,61%      |
|       | NPA         |            | 0,49%      | 0,77%        | 0,98%        |            |
|       | PG puis LFI | 5,04%      | 5,40%      |              | 25,47%       | 6,11%      |
|       | EELV-GÉ     | 14,55%     | 17,68%     | 12,68%       |              | 26,50%     |
|       | PS-G.s-PCF  | 34,51%     | 20,37%     | 40,58%       | 10,98%       | 16,22%     |
|       | LREM-MoDem  | 2,10%      | 12,46%     |              | 30,83%       | 26,34%     |
|       | LR          | 24,16%     | 16,77%     | 27,77%       | 20,25%       | 8,64%      |
|       | RN          | 8,14%      | 10,09%     | 11,09%       | 7,12%        | 8,39%      |
|       | UPR         |            | 0,40%      | 1,13%        | 0,84%        | 0,94%      |

## Candidats déclarés
- Laurence Garnier (LR, 41 ans), 2e vice-présidente du conseil régional des Pays de la Loire[7].
- Julie Laernoes (EELV, 37 ans), conseillère municipale, vice-présidente de Nantes métropole chargée de la Transition énergétique, du plan climat et de l’énergie depuis 2014, a été désignée tête de liste d'Europe Écologie - Les Verts le 3 juillet[8]. Le 5 novembre, Julie Laernoes présente comme soutien Christophe Jouin, un des fondateurs de l’Autre cantine (association qui distribue quotidiennement des repas aux réfugiés) et qui avait enfariné Johanna Rolland en octobre 2018[9]. Le 7 janvier 2020, elle est rejointe par Florian Le Teuff, le président de l’association de supporteurs A la Nantaise[10]. La liste Nantes ensemble conduite par Julie Laernoes est soutenue également par Génération écologie et par le Parti animaliste.
- Johanna Rolland (PS, 40 ans), maire de Nantes et présidente de Nantes Métropole depuis 2014[11] a été investie comme tête de liste du Parti socialiste le 23 juillet[12]. Le 21 octobre, les militants nantais de Génération.s, le mouvement de Benoît Hamon, ont voté à la quasi-unanimité leur soutien à la maire sortante[13]. En octobre 2019, elle reçoit le soutien du sénateur Ronan Dantec qui a quitté EELV[14], qui figure en 2e position sur sa liste, mais ne siégerait pas comme adjoint en cas de victoire, la loi sur le cumul des mandats le lui interdisant[15]. Le 18 décembre, Johanna Rolland est rejointe par le groupe de réflexion Trajectoires nantaises, qui a organisé le débat entre les candidates au Warehouse le 14 novembre et dont le porte-parole est Denis Talledec (directeur du collectif Culture Bar-bars[16] et ancien membre du Bureau fédéral du Parti socialiste[17]).
- Valérie Oppelt (LREM, 45 ans), députée de la 2e circonscription de Loire-Atlantique[18]. Plusieurs candidats de La République en marche sollicitaient la nomination de sa commission nationale d'investiture : le binôme Hervé Grélard (conseiller municipal) et Emmanuelle Bouchaud (conseillère régionale), les députées Sophie Errante et Valérie Oppelt[19]. Sophie Errante a abandonné par la suite, avant la désignation[20]. Elle a été suivie du binôme Hervé Grélard et Emmanuelle Bouchaud, laissant Valérie Oppelt seule candidate[21]. Le 18 septembre, En marche valide l’investiture de Valérie Oppelt[22]. Le 15 novembre, Valérie Oppelt reçoit le soutien de Mounir Belhamiti, conseiller municipal écologiste dans la majorité et ancien député suppléant de François de Rugy[23].
- Margot Medkour (Nantes en commun, 28 ans) spécialiste d'auto-organisation de collectifs[24],[25]. Fondé par Clément Barailla et Margot Medkour en février 2018 et lancé le 31 janvier 2019, Nantes en commun est une initiative citoyenne qui invite à mener des « enquêtes collectives » et « inclusives » sur Nantes présentées lors d'apéros hebdomadaires et devait décider en novembre 2019 de sa participation aux municipales de 2020; à la gauche de la gauche, la France Insoumise s’y intéressait[26]. Il décide de présenter une liste le 26 septembre, et le même jour La France insoumise votait pour se « mettre au service de la démarche de Nantes en commun » en ne présentant pas de liste aux municipales[27]. Le 18 octobre, une cinquantaine de personnes a désigné Margot Medkour comme tête de liste, l’une des fondatrices et animatrices du mouvement ; elle avait lancé le Mouvement du 10 novembre en 2017 et a été candidate aux législatives de 2017 à Nantes-Orvault, où elle a obtenu 1,54 % des voix associée au Parti pirate[28].
- Le 27 novembre, le NPA lançait sa campagne à la Maison des syndicats pour présenter une liste indépendante ayant déjà rassemblé une trentaine de colistiers sur les 69 nécessaires, et menée par Riwan Chami, 25 ans, étudiant en histoire et assistant d’éducation, afin de défendre leurs idées de rejet du système actuel, plus que pour gérer la ville[29].
- L'UPR de François Asselineau a constitué une liste autour de Hugo Sonnier, électromécanicien de 30 ans s’étant déjà présenté aux élections législatives[30]. En décembre, il officialise sa liste complète à 95 %, Nantes en exemple ! , pour l’UPR qui revendique 750 adhérents en Loire-Atlantique et est favorable au Frexit[31]. Hugo Sonnier finalise sa liste début février, avec une moyenne d'âge de 37 ans[32].
- Le Rassemblement national devait annoncer en octobre 2019 le nom du candidat désigné par sa commission nationale d’investiture (CNI)[33]. Seul Benoist Rouaud, postule à l’investiture alors que le RN vise 10 % pour obtenir trois élus municipaux[34]. Néanmoins la CNI semble vouloir retarder son choix, reprochant à Benoist Rouaud son manque de notoriété locale[35]. Mi-décembre, le Rassemblement national n’avait toujours pas de tête de liste, une situation « un peu compliquée à vivre » selon la déléguée départementale, Éléonore Revel[36]. Cette dernière se voit désignée par le parti le 13 janvier[37].
- Comme depuis 2001, Lutte ouvrière présente une liste baptisée « Faire entendre le camp des travailleurs » dont la tête de liste, Nicolas Bazille[38], cheminot de 44 ans, l'a présentée à la presse le 1er février avec Hélène Defrance, conseillère municipale en 2001[39].

### Listes
| Liste | Liste                                                                           | Partis               | Tête de liste    | Nuance | Ordre |
| ----- | ------------------------------------------------------------------------------- | -------------------- | ---------------- | ------ | ----- |
|       | Nantes en exemple !                                                             | UPR                  | Hugo Sonnier     | DIV    | 1     |
|       | Anticapitalistes et révolutionnaires ! Nantes aux travailleuses et travailleurs | NPA                  | Riwan Chami      | EXG    | 2     |
|       | Nantes en commun                                                                | DVG, soutenu par LFI | Margot Medkour   | DVG    | 3     |
|       | Nantes ensemble                                                                 | EELV-GÉ-PA           | Julie Laernoes   | VEC    | 4     |
|       | Nantes en confiance                                                             | PS-G.s-PCF-UDB       | Johanna Rolland  | UG     | 5     |
|       | Faire entendre le camp des travailleurs                                         | LO                   | Nicolas Bazille  | EXG    | 6     |
|       | Le bon sens pour Nantes                                                         | RN                   | Éléonore Revel   | RN     | 7     |
|       | Mieux vivre à Nantes                                                            | LR                   | Laurence Garnier | UD     | 8     |
|       | Nantes avec vous                                                                | LREM-PÉ-MoDem        | Valérie Oppelt   | UC     | 9     |

## Partis ne présentant pas de liste
- Après avoir obtenu à Nantes 25 % des voix en 2017 mais seulement 6 % aux européennes de mai 2019 et après avoir perdu la moitié de ses militants, La France insoumise ne présente pas de liste aux municipales mais soutient Nantes en commun, un collectif écolo, décroissant et participatif[41]. Le mouvement, qui s'est doté de chefs de file, appelle d’autres partis de gauche à rejoindre Nantes en commun, comme EELV, et s'oppose à une alliance avec Johanna Rolland après le premier tour[42]. Ces discussions n'aboutissent pas et les négociations avec EELV sont rompues au mois de décembre 2019[43].
- Après avoir obtenu 4,76 % aux élections européennes, les militants nantais de Génération.s, le mouvement de Benoît Hamon, ont voté fin octobre leur possible présence sur une liste et leur soutien à Johanna Rolland ou Julie Laernoes[44]. Le 21 octobre, les militants locaux ont voté à la quasi-unanimité leur soutien à la maire sortante[45].
- Les Patriotes ne présenteront pas de candidats après avoir obtenu 162 voix à Nantes aux élections européennes : les listes font 69 noms à Nantes alors que le mouvement de Florian Philippot compte 120 adhérents en Loire-Atlantique[46]. Après avoir tenté de rallier Hugo Sonnier (UPR) qui n'a pas donné suite, Alain Avello, conseiller régional passé du Front National aux Patriotes en 2017, apporte son soutien à Laurence Garnier (LR) qui s’en démarque[47].
- Co-secrétaire du PCF 44 et adjoint au maire sortant, Aymeric Séassau négocie avec Johanna Rolland pour conserver cinq ou six élus ; partisan d’un rassemblement de la gauche hors France insoumise, comme Génération. s et la Gauche démocratique et sociale (GDS 44), il fustige le choix d'EELV qui présente sa propre liste[48]. Le 19 décembre, les communistes confirment leur ralliement[49].
- Génération écologie, le mouvement écologiste fondé en 1990 par Brice Lalonde et présidé par Delphine Batho (ex-PS), doit investir un candidat, indique Elhadi Azzi, ancien conseiller municipal et co-secrétaire général du parti[50]. Fin novembre, le conseil exécutif de Génération écologie (qui a obtenu 2,15 % des suffrages à Nantes aux élections européennes de juin 2019) l'a désigné chef de file pour tenir des échanges avec les têtes de listes PS et EELV[51]. Le 7 décembre, Elhadi Azzi et Dominique Bourg apportent le soutien du parti et celui du collectif Urgence écologie à Julie Laernoes au Lieu unique, le seul rassemblement de ce type avec Paris[52].
- Le MoDem soutient la candidature de Valérie Oppelt (LREM) à travers sa porte-parole nationale et députée de la 5e circonscription de Loire-Atlantique Sarah El Haïry, qui fera partie de la liste[53].

## Campagne

### Premier tour
Le 4 septembre 2019, Julie Laernoes (candidate Europe Écologie les Verts à la mairie) lance sa campagne par une réunion publique au jardin des Fonderies de Nantes.
Le 14 octobre 2019, Johanna Rolland (Parti socialiste, actuelle maire) a tenu un premier meeting de campagne aux salons Mauduit.
Le 14 novembre, quatre des cinq postulantes ont réagi publiquement à des points du programme municipal du micro-parti Trajectoires nantaises (fondé par Denis Talledec, un ancien membre du Bureau Fédéral du PS), sur le sport, la culture, l'urbanisme et le transport, et la sécurité : Johanna Rolland (PS, sortante), Margot Medkour (Nantes en commun), Valérie Oppelt (LREM) et Laurence Garnier (LR) se sont exprimées devant près de 400 personnes au Warehouse au Hangar à bananes.
Le 9 décembre, Valérie Oppelt (députée, candidate En Marche) organise son premier meeting de campagne salle des floralies, ou elle présentera ses premiers colistiers, des soutiens, et propositions.
Le 11 décembre, Les cinq candidates ont répondu à l’invitation de l’association de supporteurs du FC Nantes A la nantaise pour se positionner sur cinq propositions concernant l’avenir du club et du stade de la Beaujoire après le fiasco du projet YelloPark.
Fin décembre, les discussions pour se rapprocher entre Julie Laernoes (Nantes Ensemble, soutenu par Europe Écologie Les Verts) et Margot Medkour (Nantes en commun, soutenue par La France insoumise), qui avaient constaté des convergences de fond, n'ont pas abouti, au regret de Nantes en commun qui souhaitait accéder à la mairie sans Johanna Rolland.
Le 13 janvier, Johanna Rolland présente sa liste.
Le 16 janvier 2020, Laurence Garnier, candidate de la droite et du centre, tenait son premier meeting à la salle festive Nantes-Erdre, où elle a présenté sa liste, aux trois-quarts issus de la société civile et pour près d'un tiers de cadres ou de dirigeants d'entreprise.
Le 4 février, Les cinq candidates se sont retrouvées à l'Université de Nantes pour un débat sur l'environnement organisé par des étudiants de science politique. Le débat est interrompu après un quart d'heure par des fumigènes lancés par des individus refusés à l’entrée, puis reprend un peu après.
Le 12 février, un débat est prévu dans le grand hall du Mediacampus, réunissant les 6 têtes de listes face à des journalistes de Télénantes, Ouest-France et Presse-Océan.
Le 13 février, Nicolas Bazille, cheminot qui conduit la liste « Lutte ouvrière, faire entendre le camp des travailleurs » anime une réunion à la Manu à 20 h 30.
Le 27 février, l’Espace Simone de Beauvoir organise à la Manufacture un débat sur l’égalité des sexes animé par sa présidente Joëlle Kérivin et par la journaliste Marine Forestier, avec les cinq candidates mais pas celle du Rassemblement national, Éléonore Revel.
Le 29 février de 16 h à 18 h, un débat sur la place des évènements festifs s'est tenu à Stereolux avec plusieurs candidates (J. Rolland, M. Medkour, J. Laernoes et L. Garnier). Il est organisé par des acteurs de la nuit et de la culture nantaise, dont Culture bar-bars, Prun', Big city life, Paco tyson, Sweatlodge, Scopitone. Il sera suivi de concerts, performances et DJ sets sous les nefs.
Le 2 mars, un débat s'est tenu avec huit candidats, organisé par la plateforme citoyenne Make.org et Ouest-France, qui ont interrogé les nantais sur leurs priorités pour Nantes entre le 8 janvier et le 16 février: près de 20 000 personnes ont participé, ont formulé 1148 propositions en plusieurs thèmes : la sécurité, les transports, l’environnement, les commerces de proximité, la propreté; cinq citoyens ont été choisis pour les incarner.
Le 3 mars, un débat axé sur les quartiers populaires avec cinq candidates (sans le RN) a été organisé à Bellevue par des colistiers du parti nantais, candidat en 2014, rassemblant 200 à 300 personnes, mais le débat a failli ne pas avoir lieu et a été clos prématurément : un organisateur regrettera le lendemain ses paroles maladroites.
Le 9 mars, quatre candidates qui devaient tenir leur dernier meeting : Julie Laernoes (EELV) et Johanna Rolland (PS) le mardi 10, ainsi que Valérie Oppelt (LaREM) et Laurence Garnier (LR) le jeudi 12, ont décidé conjointement de les annuler en raison de la pandémie de Covid-19 ; alors que Riwan Chami (NPA) maintient le sien le jeudi 12 et que celui d'Eléonore Revel (RN) vendredi 13 est en suspens, que Margot Medkour (Nantes en commun) et Hugo Sonnier (UPR) ont tenu le leur le 6 mars.
Le 11 mars, France 3 Pays de la Loire diffuse un débat à partir de 21h05.
Alors que le stade 3 de l’épidémie de coronavirus avait été déclenchée la veille, le premier tour a lieu le dimanche 15 mars, la participation étant réduite à 38,67% alors qu'elle était de 54,49% en 2014.
La maire sortante Johanna Rolland arrive en tête avec 31,4 % des suffrages exprimés, devant Laurence Garnier (LR) avec 19,9%, Julie Laernoës (EELV) avec 19,6 %, Valérie Oppelt (LaRem) avec 13 % qui peuvent se maintenir au second tour, et Margot Medkour (NeC) obtient 8,9 % ce qui lui laisse la possibilité de fusionner avec une liste qui se serait maintenue.
La maire sortante a appelé au rassemblement de la gauche et des écologistes, Laurence Garnier évoque la prime au sortant bénéficiant à Johanna Rolland, Julie Laernoes a proposé un large rassemblement à gauche et Valérie Oppelt a affirmé son souhait de porter son projet jusqu’au bout.
Le lendemain, Emmanuel Macron annonce le report du second tour initialement prévu le dimanche 22 mars.

### Second tour
Le 22 mai, Édouard Philippe annonce que le second tour devrait se tenir le 28 juin.
Julie Laernoes [EELV, 19,58 % au premier tour] réitère sa proposition d'alliance avec Margot Medkour [Nantes en Commun LFI 8,95 %] et Johanna Rolland [PS 31,36 %].
Le 26 mai, Valérie Oppelt propose une liste d’« union locale » à Rolland, Garnier et Laernoes face à la crise hors norme, « dans un esprit de concorde républicaine ».
Cette possibilité est réfutée par Laurence Garnier qui préférerait une alliance bilatérale, et par Julie Laernoes pour qui les projets ne sont pas compatibles.
Le 29 mai, la candidate En Marche refuse les avances répétées de la candidate de droite.
Le dimanche 31 mai, après avoir hésité à se tourner vers la liste de Nantes en commun, les militants écologistes ont choisi de fusionner avec celle de la maire sortante (PS), à 77% des voix.

## Sondages
| Institut        | Date            | Échantillon | Abstention | LFI    | EELV     | PS-PCF-G.s | LREM-MoDem-UDI | LR      | RN      | Autres |
| Institut        | Date            | Échantillon | Abstention | Croupy | Laernoes | Rolland    | Errante        | Garnier | Bouchet |        |
| --------------- | --------------- | ----------- | ---------- | ------ | -------- | ---------- | -------------- | ------- | ------- | ------ |
| Institut        | Date            | Échantillon | Abstention |        |          |            |                |         |         |        |
| Ifop pour le PS | 14-17 juin 2019 | 703         | 9,7 %      | 6 %    | 23 %     | 33 %       | 14 %           | 15 %    | 8 %     | 1%     |
| Ifop pour le PS | 14-17 juin 2019 | 703         | 9,7 %      | 8 %    | 51 %     | 51 %       | 15 %           | 17 %    | 8 %     | 1%     |

| Institut        | Date            | Échantillon | PS-PCF-G.s-EELV | LREM-MoDem-UDI |
| Institut        | Date            | Échantillon | Rolland         | Errante        |
| --------------- | --------------- | ----------- | --------------- | -------------- |
| Institut        | Date            | Échantillon |                 |                |
| Ifop pour le PS | 14-17 juin 2019 | 703         | 68 %            | 32 %           |

- en gras sur fond coloré : le candidat arrivé en tête du sondage.
- en gras sur fond blanc : le candidat arrivé en deuxième position du sondage du premier tour.

## Résultats
|                                                                                 |                          |                            |              |              |             |             |        |        |  |
| Tête de liste                                                                   | Tête de liste            | Liste                      | Premier tour | Premier tour | Second tour | Second tour | Sièges | Sièges |  |
| Tête de liste                                                                   | Tête de liste            | Liste                      | Voix         | %            | Voix        | %           | CM     | CMP    |  |
|                                                                                 | Johanna Rolland          | PS - G.s - PCF - UDB - GDS | 22 713       | 31,36        | 34 107      | 59,67       | 56     | 39     |  |
| Nantes en confiance                                                             |                          |                            | 22 713       | 31,36        | 34 107      | 59,67       | 56     | 39     |  |
|                                                                                 | Julie Laernoes           | EELV - GÉ - PA             | 14 181       | 19,58        | 34 107      | 59,67       | 56     | 39     |  |
| Nantes ensemble                                                                 |                          |                            | 14 181       | 19,58        | 34 107      | 59,67       | 56     | 39     |  |
|                                                                                 | Laurence Garnier         | LR - UDI                   | 14 437       | 19,93        | 15 781      | 27,61       | 9      | 6      |  |
| Mieux vivre à Nantes                                                            |                          |                            | 14 437       | 19,93        | 15 781      | 27,61       | 9      | 6      |  |
|                                                                                 | Valérie Oppelt           | LREM - PÉ - MoDem          | 9 418        | 13,00        | 7 267       | 12,71       | 4      | 3      |  |
| Nantes avec vous                                                                |                          |                            | 9 418        | 13,00        | 7 267       | 12,71       | 4      | 3      |  |
|                                                                                 | Margot Medkour           | DVG, soutenu par LFI       | 6 479        | 8,95         |             |             | 0      | 0      |  |
| Nantes en commun                                                                |                          |                            | 6 479        | 8,95         |             |             | 0      | 0      |  |
|                                                                                 | Éléonore Revel           | RN                         | 3 448        | 4,76         | 0           | 0           |        |        |  |
| Le bon sens pour Nantes                                                         |                          |                            | 3 448        | 4,76         | 0           | 0           |        |        |  |
|                                                                                 | Hugo Sonnier             | UPR                        | 664          | 0,92         | 0           | 0           |        |        |  |
| Nantes en exemple !                                                             |                          |                            | 664          | 0,92         | 0           | 0           |        |        |  |
|                                                                                 | Riwan Chami              | NPA                        | 638          | 0,88         | 0           | 0           |        |        |  |
| Anticapitalistes et révolutionnaires ! Nantes aux travailleuses et travailleurs |                          |                            | 638          | 0,88         | 0           | 0           |        |        |  |
|                                                                                 | Nicolas Bazille          | LO                         | 442          | 0,61         | 0           | 0           |        |        |  |
| Faire entendre le camp des travailleurs                                         |                          |                            | 442          | 0,61         | 0           | 0           |        |        |  |
|                                                                                 |                          |                            |              |              |             |             |        |        |  |
| Votes exprimés                                                                  | Votes exprimés           | Votes exprimés             | 72 420       | 98,17        | 57 155      | 96,70       |        |        |  |
| Votes blancs                                                                    | Votes blancs             | Votes blancs               | 402          | 0,54         | 1 277       | 0,67        |        |        |  |
| Votes nuls                                                                      | Votes nuls               | Votes nuls                 | 946          | 1,28         | 675         | 0,35        |        |        |  |
| Total                                                                           | Total                    | Total                      | 73 768       | 100          | 59 107      | 100         | 69     | 48     |  |
| Abstention                                                                      | Abstention               | Abstention                 | 116 978      | 61,33        | 131 792     | 69,04       |        |        |  |
| Inscrits / participation                                                        | Inscrits / participation | Inscrits / participation   | 190 746      | 38,67        | 190 899     | 30,96       |        |        |  |

### Assemblée municipale élue
|                                      |       |       |      |                                         |  |
| Maire de Nantes                      |       |       |      |                                         |  |
| Johanna Rolland (PS)                 |       |       |      |                                         |  |
| Parti                                | Sigle | Sigle | Élus | Groupe                                  |  |
| Majorité (56 sièges)                 |       |       |      |                                         |  |
| Parti socialiste                     |       | PS    | 11   | Nantes citoyenne, sociale et écologique |  |
| Divers gauche                        |       | DVG   | 9    | Nantes citoyenne, sociale et écologique |  |
| Territoires 44                       |       | T44   | 2    | Nantes citoyenne, sociale et écologique |  |
| Parti radical de gauche              |       | PRG   | 1    | Nantes citoyenne, sociale et écologique |  |
| Europe Écologie Les Verts            |       | EÉLV  | 10   | Écologistes et citoyens                 |  |
| Divers écologistes                   |       | ÉCO   | 8    | Écologistes et citoyens                 |  |
| Parti animaliste                     |       | PA    | 1    | Écologistes et citoyens                 |  |
| Génération écologie                  |       | GÉ    | 1    | Écologistes et citoyens                 |  |
| Parti communiste français            |       | PCF   | 5    | Gauche commune                          |  |
| Génération.s                         |       | G·s   | 3    | Gauche commune                          |  |
| Gauche démocratique et sociale       |       | GDS   | 2    | Gauche commune                          |  |
| Union démocratique bretonne          |       | UDB   | 3    | Union démocratique bretonne             |  |
| Opposition (13 sièges)               |       |       |      |                                         |  |
| Les Républicains                     |       | LR    | 5    | Mieux vivre à Nantes                    |  |
| Divers droite                        |       | DVD   | 2    | Mieux vivre à Nantes                    |  |
| Union des démocrates et indépendants |       | UDI   | 1    | Mieux vivre à Nantes                    |  |
| Les Centristes                       |       | LC    | 1    | Mieux vivre à Nantes                    |  |
| La République en marche              |       | LREM  | 3    | Démocrates et progressistes             |  |
| Mouvement démocrate                  |       | MoDem | 1    | Démocrates et progressistes             |  |